# Bert Elbertsen
Bert Elbertsen (Lunteren, 29 oktober 1967) is een Nederlands organist.
Na zijn eindexamen aan het Christelijk College Groevenbeek in Ermelo in 1987 studeerde hij tot 1994 aan het Utrechts Conservatorium. Hij studeerde  orgel als hoofdvak en piano als bijvak bij Theo Teunissen, Kees van Houten en Jan Raas.
Elbertsen is vaste organist van het uit 1878 daterende Leichel orgel in de Oude Kerk te Bennekom en verbonden aan diverse koren in de regio. Hij maakte met diverse koren concerttours in het buitenland, en bezocht onder meer tweemaal Canada. In 2000 werden Hongarije en Roemenië bezocht en in 2003 deed hij (samen met de Verenigde Veluwse koren) Slowakije, Oostenrijk en Tsjechië aan.

## Discografie
Elbertsen bracht acht solo orgel-cd's uit.
- Improvisaties over Psalmen en geestelijke liederen op het Rudolf Knol-orgel van de St. Stephanuskerk te Hasselt - STH Records - 1993
- Improvisaties op het Walcker-orgel van de Martinikerk te Doesburg - STH Records - 1994
- Improviseert over bekende Kerstliederen op het Garrels-orgel van de Groote- of Nieuwe Kerk te Maassluis - STH Records - 1995
- Bespeling van het König-orgel van de St. Stevenskerk te Nijmegen - STH Records - 1996
- Literatuur en improvisaties op het Kam & Van der Meulen-orgel in de Grote Kerk te Dordrecht - STH Records - 1998
- Bert Elbertsen improviseert op het Hinsz-orgel van de Martinikerk te Bolsward - STH Records - 2000
- Bert Elbertsen improviseert op het Pels-orgel van de Nieuwe Kerk te Ermelo - STH Records - 2002
- Glorie aan God - improvisatie op het Seifert-orgel in de Gudulakirche in Rhede - STH Records - 2008

Daarnaast verleende hij als organist zijn medewerking aan diverse koor-opnames.